# Erzbistum Posen
Das Erzbistum Posen (lateinisch Archidioecesis Posnaniensis, polnisch Archidiecezja poznańska) ist eine Metropolitan-Erzdiözese der Römisch-katholischen Kirche in Polen mit Sitz in Posen.

## Geschichte

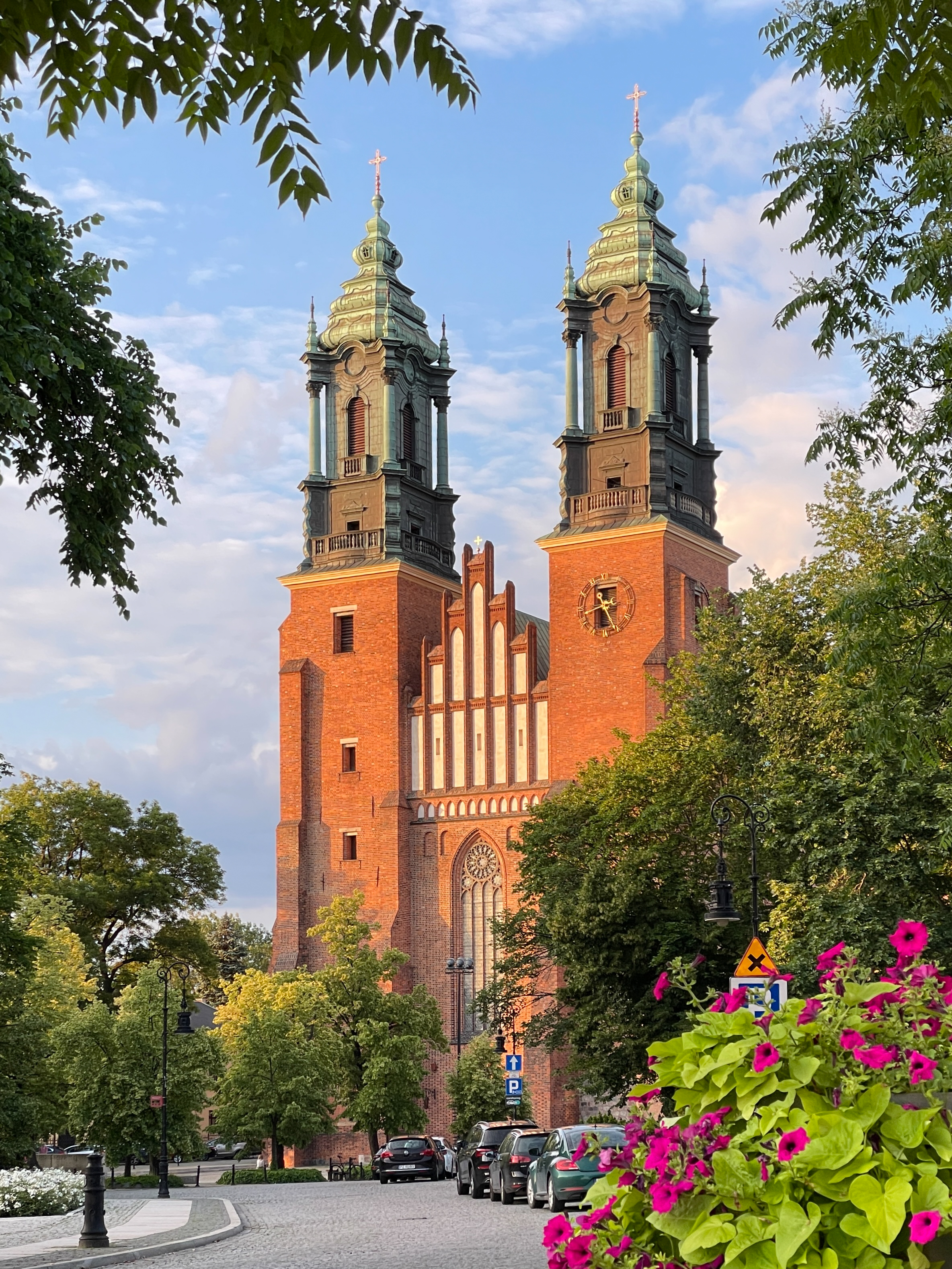
Der Posener Dom, die älteste Kathedrale Polens

Das Bistum Posen ist die älteste römisch-katholische Diözese Polens, ihre Ursprünge reichen in das 10. Jahrhundert, die Zeit der polnischen Staatsgründung unter den ersten Piasten, zurück. Herzog Mieszko I. von Polen unterstellte sein Reich dem geistlichen Primat des Heiligen Stuhls, woraufhin Papst Johannes XIII. den Missionsbischof Jordanes nach Posen entsandte, der Herzog Mieszko 966 taufte. 968 nahm er die kurz zuvor fertiggestellte Posener Bischofskirche, den Vorgängerbau des Posener Doms St. Peter und Paul, in Besitz und ging als erster Nachfolger der Apostel auf polnischem Boden in die Geschichte ein. Als Begründer einer neuen Nationalkirche hatte er, ebenso wie die Päpste, Anrecht auf das Patrozinium des Apostels Petrus für seine Kathedrale. Anfänglich, bis zur Gründung des Erzbistums Gnesen und seiner Suffragandiözesen Krakau, Kolberg und Breslau im Jahr 1000, umfasste der Jurisdiktionsbereich der Posener Bischöfe das gesamte Herrschaftsgebiet der Piasten.
Etwa um 1075 wurde auch das Bistum Posen als Suffragan der Kirchenprovinz Gnesen angeschlossen. Bei der damaligen Aufteilung des Landes in Diözesen verblieb ein Großteil Masowiens mit Warschau beim Bistum Posen, was sich erst im Jahr 1798 mit der Gründung des Bistums Warschau änderte.
Mit der 1518 von Bischof Jan Lubrański gegründeten Lubrański-Akademie stieg Posen zum nach Krakau zweitbedeutendsten Bildungsstandort des damaligen Polen auf. 
1821 wurde das Bistum Posen in den Rang eines Erzbistums sowie Metropolitansitzes erhoben und in Personalunion mit dem Erzbistum Gnesen verbunden. Die Erzbistümer Posen und Gnesen stellten im 19. Jahrhundert, während der Zeit der Teilungen Polens und des von der preußischen Regierung ausgehenden sogenannten Kulturkampfes gegen Katholizismus und Polentum ein Bollwerk des organisierten Widerstandes dar. Zahlreiche Priester, darunter auch Erzbischof Mieczysław Kardinal Halka-Ledóchowski, hatten infolgedessen unter Repressalien zu leiden.
1923 trat das Erzbistum Posen 45 in Deutschland gelegene Pfarreien an die damals errichtete Prälatur Schneidemühl ab.
1946 wurde die Personalunion zwischen Gnesen und Posen aufgehoben, als Papst Pius XII. den Primas von Polen, Erzbischof August Kardinal Hlond von Gnesen und Posen, zum Metropoliten von Gnesen und Warschau ernannte. 1983 besuchte Papst Johannes Paul II. das Erzbistum Posen und sprach hier im Rahmen der ersten Seligsprechung auf polnischem Boden Ursula Ledóchowska selig. 1997 weilte er erneut in Posen. 2003 wurde Ursula Ledóchowska in Rom heiliggesprochen und zählt seither zu den Patronen der Erzdiözese Posen.
Nach dem Amtsverzicht des durch einen Missbrauchskandal beschädigten Erzbischofs Juliusz Paetz im Jahr 2002 leitete Erzbischof Stanisław Gądecki, ehemals Weihbischof in der Erzdiözese Gnesen, das Posener Erzbistum bis 2025. Seit 2025 ist Zbigniew Zieliński Erzbischof von Posen.

## SeligeundHeiligedes Erzbistums Posen
- Seliger Bogumil (bł. Bogumił Piotr) (* 1135, † 1204), Bischof von Posen und Erzbischof von Gnesen
- Heilige Ursula Ledóchowska (św. Urszula Julia Ledóchowska) (* 1865, † 1939), Oberin des Ursulinenordens